# Werner Faymann
Werner Faymann (wym. [ˈvɛɐ̯nɐ ˈfaɪman]; ur. 4 maja 1960 w Wiedniu) – austriacki polityk i działacz partyjny, parlamentarzysta, w latach 2006–2008 minister transportu, innowacji i technologii, w latach 2008–2016 przewodniczący Socjaldemokratycznej Partii Austrii (SPÖ), kanclerz Austrii od 2 grudnia 2008 do 9 maja 2016.

## Życiorys

### Wykształcenie i działalność zawodowa
Werner Faymann w 1978 podjął studia prawnicze na Uniwersytecie Wiedeńskim, których nie ukończył. W latach 1985–1988 pracował jako konsultant w banku Zentralsparkasse der Gemeinde Wien, będącym poprzednikiem Banku Austria, następnie pełnił funkcję dyrektora generalnego stowarzyszenia Wiener Mietervereinigung.

### Działalność publiczna do 2008
Zaangażował się w działalność polityczną w ramach Socjaldemokratycznej Partii Austrii. W latach 1981–1987 był przewodniczącym wiedeńskiego oddziału Sozialistische Jugend Österreich, organizacji młodzieżowej SPÖ. Od 1985 do 1994 zasiadał w wiedeńskim landtagu i stołecznej radzie miejskiej. Od 1994 do 2007 wchodził w skład regionalnego rządu Wiednia, odpowiadając za sprawy budownictwa mieszkaniowego i rewitalizacji, kierował miejskimi funduszami ds. rewitalizacji (Wiener Bodenbereitstellungs- und Stadterneuerungsfonds) oraz ds. rozwoju gospodarczego (Wiener Wirtschaftsförderungsfonds). 11 stycznia 2006 objął stanowisko ministra transportu, innowacji i technologii w gabinecie kanclerza Alfreda Gusenbauera. 16 czerwca 2008 został wybrany na nowego przewodniczącego SPÖ, zastępując na tej funkcji urzędującego kanclerza.
7 lipca 2008 przewodniczący ÖVP, Wilhelm Molterer, ogłosił wyjście swojej partii z koalicji. Głównym powodem była rozbieżność w sprawie stosunku do ratyfikacji traktatu lizbońskiego. SPÖ, po odrzuceniu go w referendum irlandzkim w czerwcu 2008, domagała się ponownej ratyfikacji traktatu w referendum po wprowadzeniu do niego ewentualnych zmian, natomiast ludowcy wykluczali organizację powszechnego referendum. Także 7 lipca 2008 Alfred Gusenbauer ogłosił, że nie będzie ubiegał się o reelekcję na stanowisko kanclerza; zasugerował jednocześnie na ten urząd kandydaturę Wernera Faymanna. 9 lipca 2008 Rada Narodowa podjęła decyzję o rozpisaniu przedterminowych wyborów parlamentarnych na 28 września 2008.

### Kanclerz Austrii
W wyborach tych SPÖ, pomimo spadku poparcia, odniosła zwycięstwo, zdobywając 57 mandatów, lider socjaldemokratów po raz pierwszy został wybrany na posła do niższej izby austriackiego parlamentu.
8 października 2008 prezydent Heinz Fischer powierzył mu misję stworzenia nowego rządu. SPÖ rozpoczęła rozmowy na temat utworzenia kolejnej tzw. wielkiej koalicji z ÖVP. 23 listopada 2008 Werner Faymann oraz nowy lider ÖVP, Josef Pröll, podpisali porozumienie koalicyjne. Następnego dnia Werner Faymann przedstawił skład przyszłego gabinetu. Socjaldemokratom przypadły resorty spraw socjalnych, pracy, obrony, infrastruktury i zdrowia, ludowcy uzyskali dla swojego lidera urząd wicekanclerza i ministra finansów, a także resorty spraw wewnętrznych, spraw zagranicznych, sprawiedliwości, rolnictwa i gospodarki. Jednocześnie liderzy partii uzgodnili specjalny pakiet antykryzysowy, w ramach którego w ciągu dwóch lat przewidziano wydatki rzędu 1,9 miliarda euro na inwestycje infrastrukturalne oraz obniżkę podatków. 2 grudnia 2008 Werner Faymann wraz ze swoim gabinetem został zaprzysiężony przez prezydenta w pałacu Hofburg.
Koalicja funkcjonowała przez całą pięcioletnią kadencję. W wyborach parlamentarnych z 29 września 2013 oba ugrupowania rządzące zajęły dwa pierwsze miejsca, tracąc jednak po kilka mandatów. Werner Faymann z powodzeniem ubiegał się o poselską reelekcję. 16 grudnia 2013 po raz drugi stanął na czele austriackiego gabinetu, w którym z ramienia ludowców funkcję wicekanclerza objął początkowo Michael Spindelegger.
9 maja 2016 Werner Faymann podał się do dymisji ze stanowiska kanclerza Austrii, a także zrezygnował z funkcji przewodniczącego SPÖ. Decyzję tę motywował utratą części poparcia w swoim ugrupowaniu, co zbiegło się z porażką kandydatów socjaldemokratów i ludowców już w pierwszej turze wyborów prezydenckich. Obowiązki kanclerza przejął wicekanclerz Reinhold Mitterlehner.

### Działalność publiczna od 2016
W sierpniu 2016 został specjalnym przedstawicielem sekretarza generalnego Organizacji Narodów Zjednoczonych do spraw bezrobocia wśród ludzi młodych.

## Życie prywatne
Werner Faymann jest żonaty, ma dwie córki.